# Montmacq
Montmacq és un municipi francès, situat al departament de l'Oise i a la regió dels Alts de França. L'any 2007 tenia 1.128 habitants.

## Demografia

### Població
El 2007 la població de fet de Montmacq era de 1.128 persones. Hi havia 472 famílies de les quals 90 eren unipersonals (45 homes vivint sols i 45 dones vivint soles), 189 parelles sense fills, 164 parelles amb fills i 29 famílies monoparentals amb fills.
La població ha evolucionat segons el següent gràfic:
Habitants censats

### Habitatges
El 2007 hi havia 493 habitatges, 467 eren l'habitatge principal de la família, 7 eren segones residències i 19 estaven desocupats. 487 eren cases i 5 eren apartaments. Dels 467 habitatges principals, 430 estaven ocupats pels seus propietaris, 33 estaven llogats i ocupats pels llogaters i 4 estaven cedits a títol gratuït; 2 tenien una cambra, 11 en tenien dues, 65 en tenien tres, 144 en tenien quatre i 245 en tenien cinc o més. 401 habitatges disposaven pel capbaix d'una plaça de pàrquing. A 201 habitatges hi havia un automòbil i a 231 n'hi havia dos o més.

### Piràmide de població
La piràmide de població per edats i sexe el 2009 era:
| Homes | Edats   | Dones |
| ----- | ------- | ----- |
| 0     | 95 o +  | 4     |
| 0     | 90 a 94 | 0     |
| 0     | 85 a 89 | 8     |
| 4     | 80 a 84 | 8     |
| 28    | 75 a 79 | 8     |
| 28    | 70 a 74 | 28    |
| 32    | 65 a 69 | 52    |
| 32    | 60 a 64 | 48    |
| 32    | 55 a 59 | 24    |
| 33    | 50 a 54 | 28    |
| 44    | 45 a 49 | 52    |
| 60    | 40 a 44 | 56    |
| 48    | 35 a 39 | 40    |
| 48    | 30 a 34 | 44    |
| 28    | 25 a 29 | 40    |
| 8     | 20 a 24 | 28    |
| 40    | 15 a 19 | 48    |
| 40    | 10 a 14 | 48    |
| 36    | 5 a 9   | 28    |
| 8     | 0 a 4   | 36    |

## Economia
El 2007 la població en edat de treballar era de 746 persones, 529 eren actives i 217 eren inactives. De les 529 persones actives 484 estaven ocupades (248 homes i 236 dones) i 45 estaven aturades (24 homes i 21 dones). De les 217 persones inactives 86 estaven jubilades, 57 estaven estudiant i 74 estaven classificades com a «altres inactius».

### Ingressos
El 2009 a Montmacq hi havia 453 unitats fiscals que integraven 1.129,5 persones, la mediana anual d'ingressos fiscals per persona era de 21.669 €.

### Activitats econòmiques
Dels 15 establiments que hi havia el 2007, 1 era d'una empresa extractiva, 1 d'una empresa de fabricació de material elèctric, 1 d'una empresa de construcció, 1 d'una empresa de comerç i reparació d'automòbils, 3 d'empreses d'hostatgeria i restauració, 1 d'una empresa financera, 5 d'empreses de serveis i 2 d'empreses classificades com a «altres activitats de serveis».
Dels 3 establiments de servei als particulars que hi havia el 2009, 1 era una lampisteria, 1 perruqueria i 1 restaurant.

## Equipaments sanitaris i escolars
El 2009 hi havia una escola elemental.

## Poblacions més properes
El següent diagrama mostra les poblacions més properes.